# Drosera modesta
Drosera modesta es una especie de planta perenne trepadora y tuberosa del género de plantas carnívoras Drosera. Es endémica de Western Australia y crece en afloramientos de granito o riberas de los ríos en suelos de arena o arcilla. 

## Descripción
Produce hojas carnívoras en forma de escudo con tentáculos más largos de lo normal. La tallos trepadores pueden tener de 0,3-0,8 m  de largo. Las flores son blancas y  florecen de octubre a noviembre.

## Taxonomía
D. modesta fue descrita por primera vez y nombrada por Ludwig Diels  y publicado en Botanische Jahrbücher für Systematik, Pflanzengeschichte und Pflanzengeographie 35: 209, en el año 1904.
Etimología
Drosera: tanto su nombre científico –derivado del griego δρόσος (drosos): "rocío, gotas de rocío"– como el nombre vulgar –rocío del sol, que deriva del latín ros solis: "rocío del sol"– hacen referencia a las brillantes gotas de mucílago que aparecen en el extremo de cada hoja, y que recuerdan al rocío de la mañana.
modesta: epíteto latino que significa "modesta".
Sinonimia
- Sondera modesta (Diels) Chrtek & Slavíková, Novit. Bot. Univ. Carol. 13: 44 (1999 publ. 2000).[6]